# Otto Kürschner
Otto Kürschner (Benshausen, 29 de abril de 1904 — 31 de janeiro de 1964) foi um ciclista alemão.

## Carreira
Foi um dos atletas alemães que representou a sua nação nos Jogos Olímpicos de Verão de 1928, realizados em Amsterdã, nos Países Baixos. Ele competiu na estrada, mas não conseguiu completar a prova.